# Steffenshagen
Steffenshagen es un municipio situado en el distrito de Rostock, en el estado federado de Mecklemburgo-Pomerania Occidental (Alemania), a una altitud de 56 metros. Su población a finales de 2016 era de 500 habs. y su densidad poblacional, 55 hab/km².
Se encuentra junto a la costa del mar Báltico.